# 르메르디앙

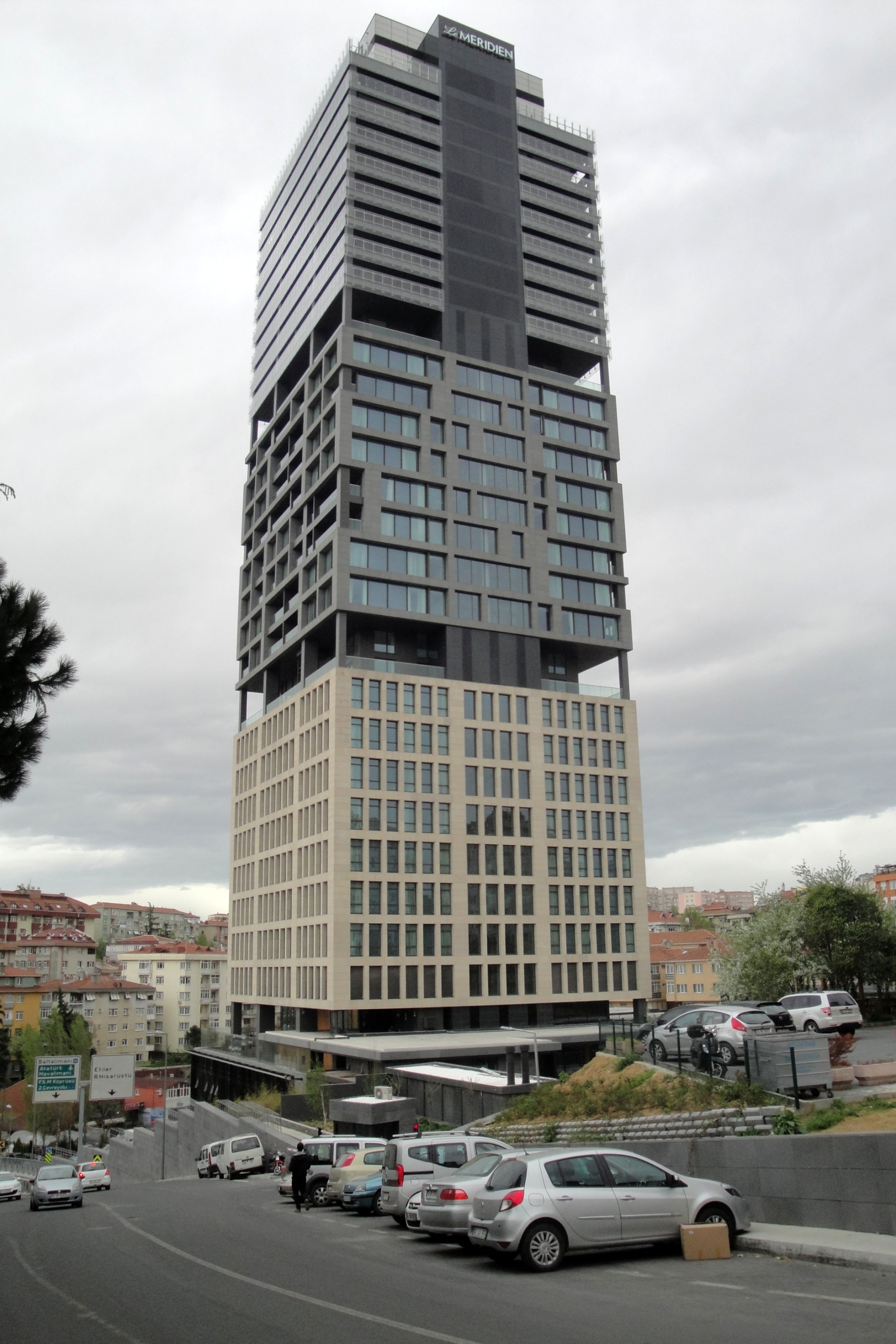
이스탄불

르 메르디앙(Le Méridien 르 메리디앵[*])은 현재 메리어트 인터내셔널이 소유한 호텔 브랜드이다. 대한민국에서는 전원산업이 소유한 서울 강남구 논현동의 르 메르디앙 서울 호텔이 계약을 맺어 르메르디앙 서울 명칭을 사용하고 있었으나 2021년 2월 28일에 버닝썬 게이트의 여파로 문을 닫았다.